# Faul dyskwalifikujący
Faul dyskwalifikujący (faul dyskwalifikacyjny) – niedozwolone zagranie w koszykówce, powstałe na skutek rażącego, niesportowego zachowania zawodnika, trenera, asystenta lub innej osoby przebywającej w strefie ławki drużyny.
Za taki faul zawodnik (lub inna osoba wcześniej wymieniona) musi natychmiast opuścić boisko, a także udać się do swojej szatni lub opuścić obiekt sportowy. Faulem dyskwalifikującym może być ukarany zarówno zawodnik, trener jak i osoba towarzysząca. 
Trener, który otrzyma faul dyskwalifikujący, zostanie zastąpiony przez asystenta trenera wpisanego do protokołu meczu. Jeżeli asystenta trenera nie wpisano do protokołu, trenera zastąpi kapitan drużyny.
Jeśli faul dyskwalifikujący został orzeczony z powodu bójki, każdy kto opuści ławkę drużyny i nie pomoże w jej zaprzestaniu, musi zostać ukarany takim faulem. Niezależnie od liczby zdyskwalifikowanych, trener otrzymuje faul techniczny, za opuszczenie strefy ławki drużyny.
Karą za faul dyskwalifikujący jest:
- Jeżeli faul nie jest związany z kontaktem osobistym: 2 rzuty wolne.
- Jeżeli faul popełniono na zawodniku niebędącym w akcji rzutowej: 2 rzuty wolne.
- Jeżeli faul popełniono na zawodniku będącym w akcji rzutowej, a rzut jest celny i punkty zostają zaliczone: 1 dodatkowy rzut wolny.
- Jeżeli faul popełniono na zawodniku będącym w akcji rzutowej, a rzut jest niecelny: 2 lub 3 rzuty wolne.
- Jeżeli trener został zdyskwalifikowany: 2 rzuty wolne.
- Jeżeli zdyskwalifikowany został asystent trenera, zmiennik, zawodnik wykluczony lub towarzyszący drużynie członek delegacji, należy orzec faul techniczny wobec trenera tej drużyny: 2 rzuty wolne. Dodatkowo, jeśli asystent trenera, zmiennik, zawodnik wykluczony lub towarzyszący drużynie członek delegacji został zdyskwalifikowany za czynny udział w bójce, po tym jak opuścił strefę ławki drużyny:

- Za każdy indywidualny faul dyskwalifikujący asystenta trenera, zmiennika oraz zawodnika wykluczonego: 2 rzuty wolne. Każdy taki faul należy zapisać winnemu
- Za każdy indywidualny faul dyskwalifikujący towarzyszącego drużynie członka delegacji: 2 rzuty wolne. Każdy taki faul należy zapisać trenerowi.
Wszystkie kary rzutów wolnych należy wykonać, chyba że takie same kary przeciwnych drużyn kasują się wzajemnie.